# Dendrodoris limbata
Il dendrodoride orlato (Dendrodoris limbata (Cuvier, 1804))  è un mollusco nudibranchio della famiglia Dendrodorididae.

## Descrizione
Corpo molle di colore marrone-verde molto scuro, quasi nero, macchiato; la colorazione è comunque molto variabile. Bordo del mantello orlato in giallo. Rinofori grandi, colore marrone, parte terminale bianca. Tipica la puntinatura bianca sul ciuffo branchiale, di colore marrone. Fino a 7 centimetri, mediamente sui 3.

## Biologia
Si nutre di spugne del genere Suberites (Suberites domuncula).

## Distribuzione e habitat
Endemico del mar Mediterraneo, è segnalato anche nell'oceano Atlantico orientale.
Vive sui fondali rocciosi, da 0 a 60 metri di profondità.